# Puszczykówko (stacja kolejowa)
Puszczykówko – jedna z dwóch stacji kolejowych w Puszczykowie (dzielnica Puszczykówko), w województwie wielkopolskim, w Polsce. Według klasyfikacji PKP ma kategorię dworca aglomeracyjnego. Z uwagi na położenie w pobliżu szpitala (dawniej kolejowego), na tej stacji zatrzymywało się wiele pociągów dalekobieżnych i pospiesznych.

## Ruch pasażerski
| Rok  | Wymiana roczna | Wymiana pasażerska na dobę | miejsce w Polsce |
| ---- | -------------- | -------------------------- | ---------------- |
| 2017 |                | 700-999                    |                  |
| 2018 |                | 700-999                    |                  |
| 2019 |                | 700-999                    |                  |
| 2020 |                | 700-999                    |                  |
| 2021 | 438 000        | 1 200                      |                  |
| 2022 |                | 1 500                      |                  |

## Historia i architektura
Budynek dworca został zbudowany po roku 1905 przy budowanej wówczas linii kolejowej. Powodem budowy był intensywny rozwój Puszczykowa, jako popularnego wśród poznaniaków letniska. Letniskowy charakter zabudowy miejscowości znalazł odbicie w architekturze dworca, który harmonijnie wpisał się w zabudowę miasta.
W lipcu 2010 rozpoczęto jego modernizację, która zakończyła się 24 stycznia 2011 r. W jej ramach wymieniono dach budynku dworca i wiaty oraz odnowiono ich elewację, wymieniono instalację wewnętrzną, przebudowano pomieszczenia wewnętrzne oraz dojścia do dworca. Wymieniono także tablice z nazwą stacji, kubły na śmieci oraz ławki, a także położono nowe płytki bezpośrednio przy budynku dworca. Powierzchnia i krawędzie peronów pozostały niezmienione. Wbrew wcześniejszym planom, nowa elewacja nie otrzymała tego samego, jasnożółtego koloru, lecz została pomalowana na wyblakłoseledynowo, a część zawierająca stanowisko dróżnika została obudowana pruskim murem z czerwonawą cegłą. Wartość inwestycji to 1 mln złotych. Budynek został wpisany do rejestru zabytków pod numerem 2161/A w dniu 5 września 1988.
Obiekt otrzymał w 2014 nagrodę w konkursie „Zabytek Zadbany”, w kategorii architektura przemysłowa i dziedzictwo techniki.

## Turystyka
Na stacji swój koniec ma  Szlak im. Bernarda Chrzanowskiego.
Przez stację przebiegają  Szlak imienia Arkadego Fiedlera i  Szlak kosynierów.